# Wehrheim
Wehrheim es un municipio situado en el distrito del Alto Taunus, en el estado federado de Hesse (Alemania). Tiene una población estimada, a fines de 2023, de 9328 habitantes.
Está ubicado en la zona del Rin-Meno, a unos 22 kilómetros al norte de la ciudad de Frankfurt.